# Smeringopus rubrotinctus
Smeringopus rubrotinctus är en spindelart som beskrevs av Embrik Strand 1913. Smeringopus rubrotinctus ingår i släktet Smeringopus och familjen dallerspindlar. Inga underarter finns listade i Catalogue of Life.